# Hong Szangszu
Hong Szangszu (hangul: 홍상수, handzsa: 洪尚秀, RR: Hong Sang-soo; Szöul, 1961. október 25. –) dél-koreai filmrendező, forgatókönyvíró.

## Pályafutása
Hong Szangszu (Hong Sang-soo) pályafutását a dél-koreai Csungang Egyetem (Chung-Ang Egyetem)en kezdte, ezután az Amerikai Egyesült Államokba költözött, ahol a California College of the Artson diplomázott, majd a School of the Art Institute of Chicago egyetemen mesterfokozatot szerzett. 1996-ban, 35 évesen rendezte első filmjét The Day a Pig Fell into the Well címmel. Eredetiségét hangoztatták a dél-koreai filmkritikusok, a film belföldön és nemzetközileg is számos díjat nyert, köztük hármat a „legjobb új rendező” kategóriában.
Számos filmje elismerést kapott a hétköznapi emberi viszonyok ábrázolásáért. Habár legtöbb alkotása nem tekinthető gazdaságilag sikeresnek, Hong egyike a nemzetközileg is legismertebb dél-koreai filmrendezőknek, és alacsony költségvetésű művészfilmjei is versenyeztek már a Cannes-i fesztiválon, a Berlini Nemzetközi Filmfesztiválon, illetve más rendezvényeken is.
Díjai közt megemlítendő a Un certain regard-díj, amelyet a 2010-es cannes-i fesztiválon nyert a Hahaha című filmért, a legjobb rendezőnek járó Ezüst Leopárd díj a 2013-as Locarnói Nemzetközi Filmfesztiválon az Our Sunhi című filmért, illetve a fődíj, az Arany Leopárd a 2015-ös Locarnói Nemzetközi Filmfesztiválon a Right Now, Wrong Then című filmért.
1997 és 2001 között a Koreai Nemzeti Művészeti Egyetemen tanított, jelenleg a Konkuk Egyetem professzora.

## Magánélete

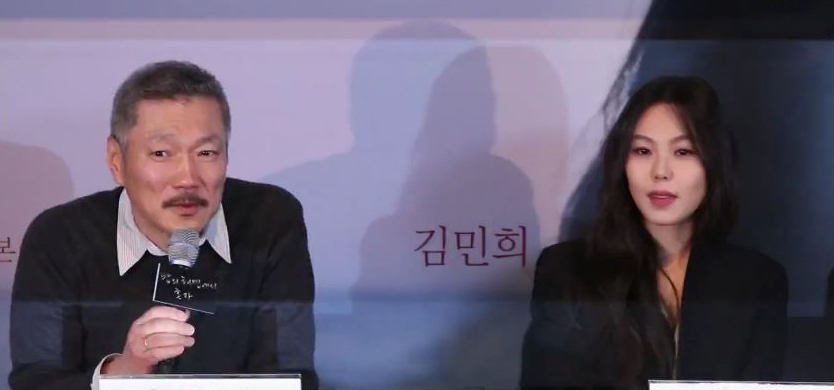
Hong és Kim a sajtókonferencián, ahol bevallották kapcsolatukat

2016 júniusában a koreai sajtóban megjelent, hogy Hong viszonyt folytat Kim Minhi (Kim Min-hui) színésznővel és beadta a válókeresetet miatta. 2017 márciusában, az On the Beach at Night Alone premierjén megerősítették kapcsolatukat.

## Filmjei
- The Day a Pig Fell into the Well (돼지가 우물에 빠진 날) (1996)
- The Power of Kangwon Province (강원도의 힘) (1998)
- Virgin Stripped Bare by Her Bachelors (오! 수정) (2000)
- On the Occasion of Remembering the Turning Gate (생활의 발견) (2002)
- Woman Is the Future of Man (여자는 남자의 미래다) (2004)
- Tale of Cinema (극장전) (2005)
- Woman on the Beach (해변의 여인) (2006)
- Night and Day (밤과 낮) (2008)
- Like You Know It All (잘 알지도 못하면서) (2009)
- Csondzsui nemzetközi filmfesztivál Visitors: Lost in the Mountains (어떤 방문: 첩첩산중) (rövidfilm, 2009)
- Hahaha (하하하) (2010)[17][18][19]
- Oki's Movie (옥희의 영화) (2010)
- The Day He Arrives (북촌방향) (2011)[20][21]
- List (리스트) (rövidfilm, 2011)
- Egy másik országban (In Another Country, 다른 나라에서) (2012)[22][23]
- Senki lánya, Hevon (Nobody's Daughter Haewon, 누구의 딸도 아닌 해원) (2013)
- Our Sunhi (우리 선희) (2013)
- Venice 70: Future Reloaded (베니스 70: 미래 리로디드) (rövidfilm, 2013)
- Szabadság-hegy (Hill of Freedom, 자유의 언덕) (2014)
- Ma igaz, tegnap hamis (바로 지금, 잘못된 다음) (2015)
- Yourself and Yours (당신자신과 당신의 것) (2016)
- On the Beach at Night Alone (밤의 해변에서 혼자) (2017)
- Claire's Camera (클레어의 카메라) (2017)
- The Day After (그 후) (2017)
- Grass (풀잎들) (2018)
- Hotel by the River (강변 호텔) (2018)
- The Woman Who Ran (도망친 여자) (2020)
- Introduction (인트로덕션) (2021)

## Díjai

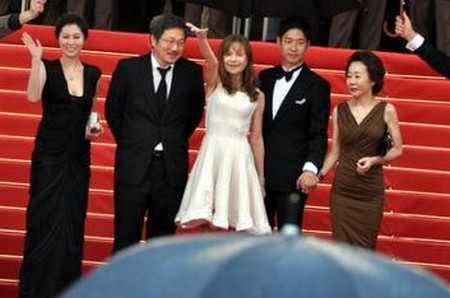
Hong (balról a második) a 2012-es cannes-i fesztiválon

- 1996 17. Blue Dragon Film Awards: legjobb új filmrendező (The Day a Pig Fell into the Well)
- 1996 15. Vancouveri Nemzetközi Filmfesztivál: Dragons and Tigers Award (The Day a Pig Fell into the Well)
- 1996 16. Korean Association of Film Critics Awards: legjobb új filmrendező (The Day a Pig Fell into the Well)
- 1996 21. Golden Cinematography Awards: legjobb új filmrendező (The Day a Pig Fell into the Well)
- 1997 42. Ázsiai–csendes-óceáni filmfesztivál: legjobb új filmrendező (The Day a Pig Fell into the Well)
- 1997 Rotterdami Nemzetközi Filmfesztivál: Tiger Award (The Day a Pig Fell into the Well)
- 1998 19. Blue Dragon Film Awards: legjobb rendező; legjobb forgatókönyv (The Power of Kangwon Province)
- 1999 Szingapúri Nemzetközi Filmfesztivál: NETPAC-FIPRESCI Special Mention (The Power of Kangwon Province)
- 1999 Santa Barbara Nemzetközi Filmfesztivál: Burning Vision-díj (The Power of Kangwon Province)
- 2000 45. Ázsiai–csendes-óceáni filmfesztivál: legjobb forgatókönyv (Virgin Stripped Bare by Her Bachelors)
- 2000 13. Tokiói Nemzetközi Filmfesztivál: zsűri különdíja (Virgin Stripped Bare by Her Bachelors)
- 2000 1. Busan Film Critics Awards: legjobb forgatókönyv (Virgin Stripped Bare by Her Bachelors)
- 2002 47. Ázsiai–csendes-óceáni filmfesztivál: legjobb rendező (On the Occasion of Remembering the Turning Gate)
- 2003 Seattle Nemzetközi Filmfesztivál: Emerging Masters Showcase Award
- 2006 9. Director’s Cut Awards: legjobb rendező (Woman on the Beach)
- 2007 22. Mar del Plata Nemzetközi Filmfesztivál: legjobb rendező (Woman on the Beach)
- 2008 28. Korean Association of Film Critics Awards: legjobb rendező (Night and Day)
- 2010 63. cannes-i fesztivál: Un certain regard-díj (Hahaha)
- 2010 19. Buil Film Awards: Best Director (Hahaha)
- 2011 40. Rotterdami Nemzetközi Filmfesztivál: Return of the Tiger Award (Oki's Movie)
- 2011 2. Koreai populáris kultúra és művészeti díj: Presidential Commendation
- 2012 21. Buil Film Awards: „Ju Hjonmok” („Yu Hyun-mok”) filmművészeti díj
- 2013 66. Locarnói Nemzetközi Filmfesztivál: legjobb rendező (Our Sunhi)
- 2013 14. Busan Film Critics Awards: zsűri különdíja (Our Sunhi)
- 2014 23. Buil Film Awards: legjobb rendező (Our Sunhi)
- 2015 2nd Wildflower Film Awards: legjobb rendező, Narrative Films (Hill of Freedom)
- 2015 67. Locarnói Nemzetközi Filmfesztivál: fődíj
- 2020 Berlini Nemzetközi Filmfesztivál: Ezüst Medve díj a legjobb rendezőnek (The Woman Who Ran)
- 2021 Berlini Nemzetközi Filmfesztivál: Legjobb forgatókönyv (Introduction)[24]